# 圣让德马萨克
圣让德马萨克（法語：Saint-Jean-de-Marsacq，法語發音：[sɛ̃ ʒɑ̃ də maʁsak]）是法国朗德省的一个市镇，属于达克斯区。

## 地理
圣让德马萨克（43°37'30"N, 1°15'22"W）面积26.4 平方千米，位于法国新阿基坦大区朗德省，该省份为法国西南部沿海省份，是法國本土面积第二大的省，北起吉倫特省，西临大西洋，南至大西洋比利牛斯省，东临热尔省，东北与洛特-加龍省接壤。
与圣让德马萨克接壤的市镇（或旧市镇、城区）包括：若斯、佩镇、圣艾蒂安多尔特、圣马丹德安克斯、圣樊尚德蒂罗斯、索布里格。

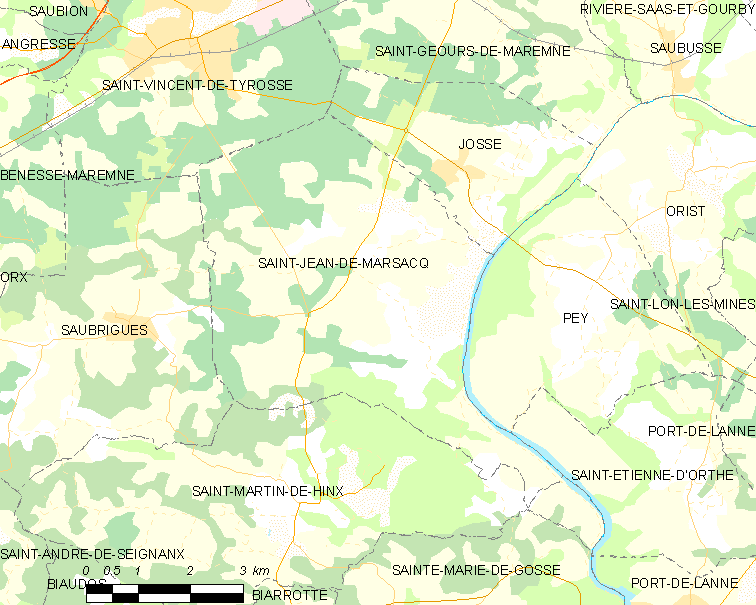
圣让德马萨克的OSM定位图

圣让德马萨克的时区为UTC+01:00、UTC+02:00（夏令时）。

## 行政
圣让德马萨克的邮政编码为40230，INSEE市镇编码为40264。

## 政治
圣让德马萨克所属的省级选区为蒂罗斯地区县。

## 人口

1962-2008年间圣让德马萨克人口变化图示

圣让德马萨克于2022年1月1日时的人口数量为1810人。